# Hermann Eschke

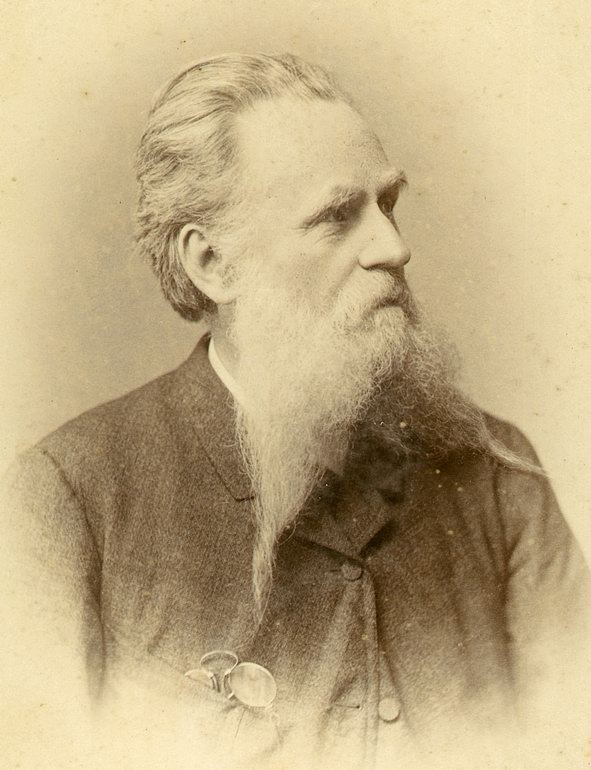
Hermann Eschke, Foto von Wilhelm Fechner um 1890/1900

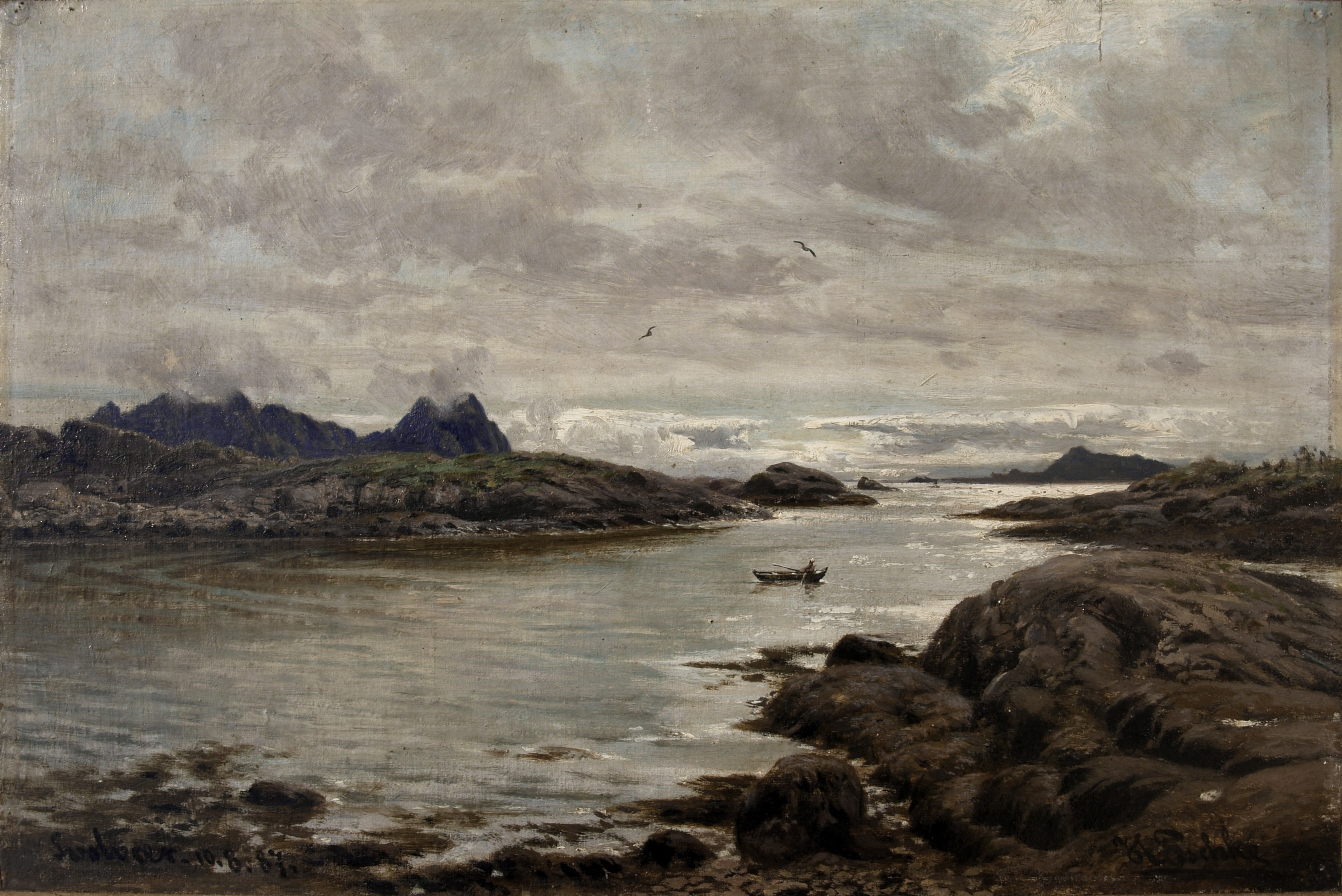
Aussicht von Svolvær, 10. August 1887

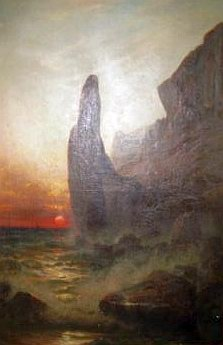
Polyphem auf Capri

Hermann Wilhelm Benjamin Eschke (* 6. Mai 1823 in Berlin; † 15. Januar 1900 ebenda) war ein deutscher Maler.

## Leben
Mit 17 Jahren kam Eschke 1840 als Schüler ins Atelier von Professor Wilhelm Herbig und besuchte auf dessen Empfehlung von 1841 und 1845 die Berliner Akademie. Sofort im Anschluss daran bekam er eine Anstellung als Assistent bei dem Marinemaler Wilhelm Krause, wo er bis 1848 blieb. Durch Krauses Empfehlung bekam Eschke von 1849 bis 1850 eine Anstellung im Atelier des Marinemalers Eugène Lepoittevin in Paris.
Im Jahr 1850 unternahm Eschke ausgiebige Studienreisen nach Südfrankreich und die Pyrenäen und kehrte dann nach Berlin zurück, um sich dort als freischaffender Künstler niederzulassen. In den folgenden Jahren folgten weitere Studienreisen an die deutsche Nord- und Ostseeküste, Capri ca. 1871, Südnorwegen ca. 1877, Süd-Wales (ca. 1883), Insel Wight ca. 1885, die Kanalinsel Jersey ca. 1868 und 1886, die Bretagne, die schottischen und die norwegischen Küsten (Lofoten, Nordkap 1887). Von allen seinen Reisen brachte Eschke Skizzen und Zeichnungen mit, welche die Grundlage seiner Seestücke bildeten. Aber er schuf auch Ölgemälde „en pleine air“.
Das Ansehen von Hermann Eschke ging unter anderem auf die gemeinsam mit seinem Sohn Richard Eschke erstellten Fresken Kaiserpanorama zu Berlin: Die deutsche Flottendemonstration vor Sansibar, und das Diorama Besitzergreifung vor Neuguinea zurück.
Eschke wurde später mit dem Titel Königlicher Professor geehrt und auf der Berliner Kunstausstellung mit einer kleinen goldenen Medaille ausgezeichnet. 1892 war er einer der Wortführer im „Fall Munch“; sein Antrag sorgte dafür, dass die Berliner Ausstellung von Werken Edvard Munchs vorzeitig geschlossen wurde.
Eschke hatte im Laufe seines Lebens viele Schüler: Unter den wichtigsten wären Louis Douzette, Moritz Erdmann, Ernst Koerner, Walter Moras, Carl Saltzmann, Eduard Trenn, Alexander Kircher und Fritz Sturm zu nennen. Zu den erfolgreichen Schülern sind auch seine Söhne Richard und Oskar Eschke zu nennen, mit denen er gemeinsam auch Aufträge für den Hof ausführte (s. o.).
Mit seinen Motiven führte Eschke dieses Genre seines Lehrers Wilhelm Krause weiter und gestaltete sie durch die glückliche Wahl der wiedergegebenen Stimmungen in bemerkenswertem Zusammenspiel zwischen Licht, Luft und Wasser.
Hermann Eschke war mit Anna Louise Minna Vogeler (* 1. Juli 1832; † 6. April 1913) verheiratet. Sie hatten zehn Kinder und lebten seit 1878 An der Apostelkirche 11 in Berlin. Zu ihren Söhnen gehörten die Maler Oscar Eschke (1851–1892) und Richard Eschke (1859–1944).
Hermann Eschke starb 1900 im Alter von 76 Jahren in Berlin und wurde auf dem Alten Zwölf-Apostel-Kirchhof in Schöneberg beigesetzt. Das Grab ist nicht erhalten.

## Werke (Auswahl)
- Helsingör und der Sund, Mondschein, 1855
- Die Insel Neuwerk an der Elbemündung, 1863
- Westküste von Helgoland 1866
- Der Jordan an der Stätte der Taufe Christi, 1867
- Leuchhtum bei Dieppe, Mondschein, 1869
- Wachtturm bei l’Etaq, Jersey, 1869
- Sturm auf hoher See
- Die Blaue Grotte von Capri,1872
- Der Polyphem (auf Capri), 1872
- Rettungsboot einem strandenden Schoner zu Hilfe kommend, an der Mündung der Dievenow, 1872
- Balholm und Balestrand im Sognefjord, 1876
- Freshwaterbai auf der Insel Wight, 1877
- Vorgebirge auf Rügen,1878
- Im Hafen von Livorno, 1878
- Die Ostmole von Swinemünde, 1879
- Leuchtturm auf der Klippe bei Mondschein, 1879
- Worm’s Head an der Küste von Südwales, 1881
- Stettin von Danzig aus gesehen, 1883
- Hohe See bei Worm’s Head, 1884
- Der Hafen von Hammerfest, 1887
- Mitternachtssonne auf den Lofoten, 1888